# 20212 Ekbaltouma
A 20212 Ekbaltouma (ideiglenes jelöléssel (20212) 1997 GR8) a Naprendszer kisbolygóövében található aszteroida. A LINEAR projekt keretében fedezték fel 1997. április 3-án.